# 達克欽蘇爾瑪烏帕齊拉
達克欽蘇爾瑪乌帕齐拉是孟加拉国錫爾赫特縣的一个乌帕齐拉，位於錫爾赫特专区的錫爾赫特縣。。

## 人口
據1991年孟加拉國人口普查，達克欽蘇爾瑪共有戶數31,562戶，人口188675人。其中男性佔比51.47%，女性佔比48.53%；成年人口87,653人。該地7歲以上人口之平均識字率為58.7%。